# Бенедиктинци
Бенедиктинци (лат. Benedictini) су припадници монашког реда који је настао током прве половине 6. века у тадашњој остроготској Италији. Оснивач реда је био свети Бенедикт из Нурсије (480—547). Ред се развио под окриљем древне Римске цркве, која је у то време исповедала правоверни (изворни) Симбол вере (без уметка Filioque), тако да се оснивач реда прославља као светитељ и у Православној цркви. По свом оснивачу, овај монашки ред је временом постао познат као Ред Светог Бенедикта (лат. Ordo Sancti Benedicti).
Савремена католичка бенедиктинска заједница реорганизована је 1893. године путем стварања Бенедиктинске конфедерације (лат. Confœderatio Benedictina Ordinis Sancti Benedicti).

## Историја
Бенедиктинска историја се дели на два периода. Први започиње оснивањем реда у 6. веку и траје током наредна четири столећа, до прекретнице која је означена напуштањем изворног Симбола вере и прихватањем уметка Filioque од стране Римске цркве у 11. веку, а ту догматску новину су у међувремену прихватили и бенедиктинци, чиме је започео други период у историји овог реда.
Бенедикт из Мурсије је 529. године утемељио правило за манастир на Монте Касину, што се сматра почетком бенедиктанског реда. Њихово главно редовничко начело је „Ora et labora“ (моли и ради), а од одеће носе црни хабит с кожним појасом. Основно начело Бенедиктовог правила било је поштовање равнотеже између молитве и рада, који је укључивао и преписивање књига, подучавање и мисионарење. Бенедиктинци су били посебно заслужни за ширење хришћанске културе на подлози латинског дела античког наслеђа.

## Присуство у јужнословенским земљама
Недуго по оснивању бенедиктинског реда, већ током 6. и почетком 7. века, дошло је до насељавања Словена широм Балканског полуострва. Пошто се царска власт одржала само у приморским градовима и на острвима, бенедиктинци су своје прве заједнице на тим просторима основали дуж јадранске обале, одакле су ширили утицај према залеђу. Везе са српским кнежевима у почетку су одржавали огранци конгрегације из јужне Италије (Пулсано), који су имали своје манастире на Мљету и Локруму. Најважнији извор за познавање њихове делатности у јужнословенским земљама је Љетопис попа Дукљанина.
Имали су своје манастире:
- Светог Петра у Пољу у Требињу
- Светог Срђа и Вакуха у Дукљи
- Светог Николе на реци Бојани
- у жупи Прапратна

Одржавали су везе са српским кнежевима и локалним моћницима, о чему сведочи и група првобитно названих Локрумски фалсификати, којима су они настојали да докажу право својине над појединим црквама. У доба раних Немањића српски владари су били њихови заштитници, о чему сведочи и позната даровна повеља краља Стефана Првовенчаног бенедиктанском манастиру Свете Марије на Мљету.
После четвртог крсташког рата односи између српског двора и Бенедиктинаца су се погоршали. Њихов утицај остаје важан у католичким градовима на јадранској обали, што доводи до постепеног нестајања опатија у областима Травуније и Захумља. Сачуване су значајне опатије у Дубровнику, Котору, Будви, Бару и Скадру. Посебно значајна средишта била су Ратачка опатија код Бара, посвећена Богородици, позната као место ходочашћа, а на територијама у залеђу опатије на реци Бојана, посвећена Светом Николи и Светом Ђорђу и Вакху. О њима су посебно бринули поједини српски владари, а везе с њима нарочито су се развијале у доба владавине српске краљице Јелене, као великог покровитеља католичких манастира у Приморју.
Осим на овим подручјима, Бенедиктинци су били присутни и у граничним областима према Угарској (манастир Ке, касније назван Баноштор).
Поред бенедиктинаца, у познатије западне монашке редове спадају фрањевци, доминиканци, кармелићани, августиновски пустињаци и језуити.